# 異世界から問題児たちが来るそうですよ?
もしかして
- 問題児たちが異世界から来るそうですよ?

ではありませんか？